# Hygrophila pseudopolysperma
Hygrophila pseudopolysperma är en akantusväxtart som beskrevs av E. Hossain. Hygrophila pseudopolysperma ingår i släktet Hygrophila och familjen akantusväxter. Inga underarter finns listade i Catalogue of Life.